# Ragazza immagine

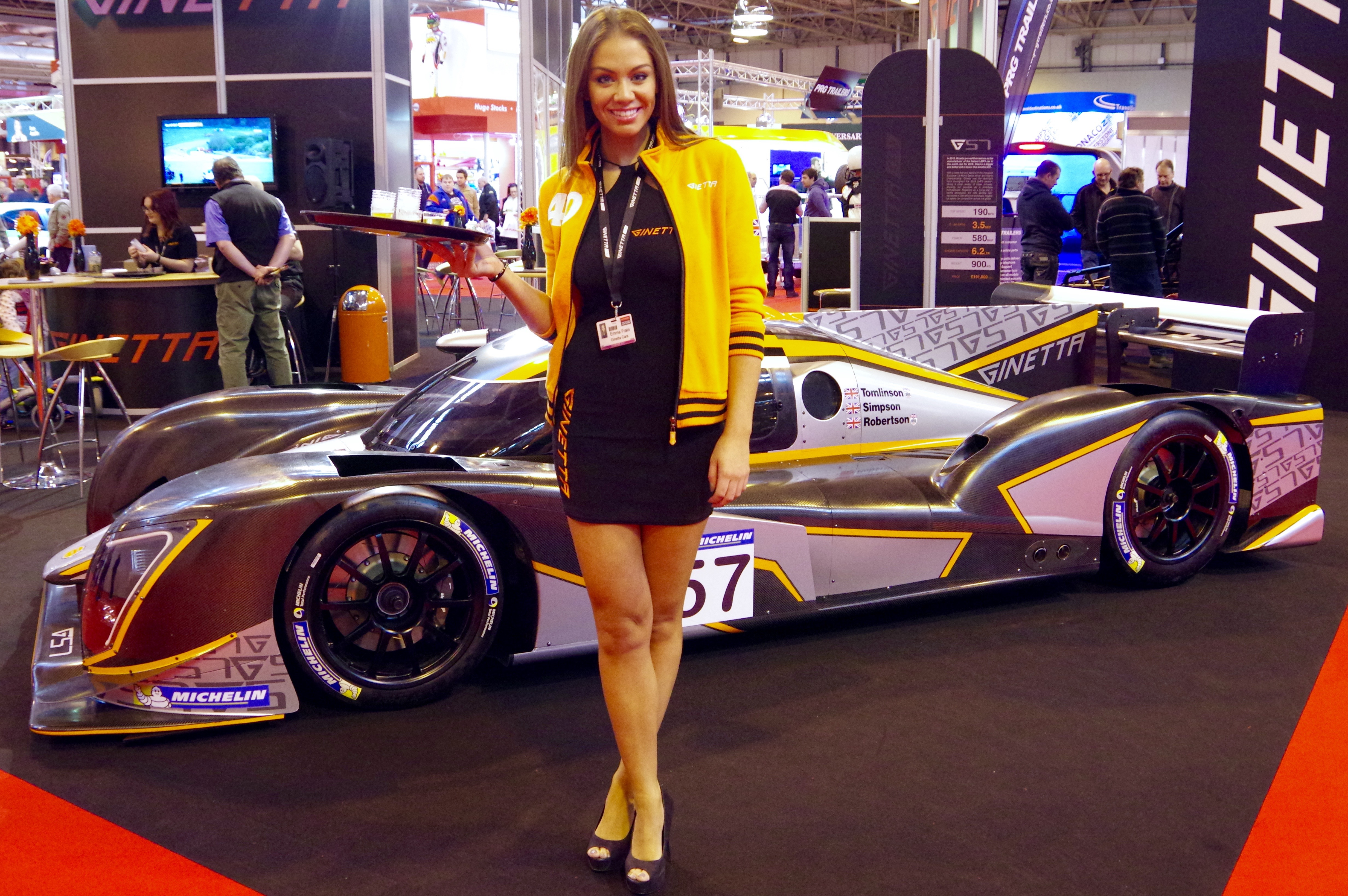
Ragazza immagine al lavoro

La ragazza immagine è un soggetto, giovane e di bell'aspetto, che ha lo scopo di attirare delle persone nei locali pubblici e prestarsi a foto con prodotti, ospiti e clienti. A volte, la ragazza immagine è richiesta anche in occasione di eventi, fra cui fiere, conferenze e saloni. Quando vi è la richiesta di vendita di un prodotto, la ragazza immagine viene definita hostess-promoter. La professione della ragazza immagine viene correlata a quella della cubista, che opera solo nelle discoteche.